# Qingdao Airlines
Qingdao Airlines (кит. 青岛航空) — китайская авиакомпания со штаб-квартирой в городе Циндао (провинция Шаньдун, КНР), работающая в сфере внутренних пассажирских перевозок.
Портом приписки перевозчика и его главным транзитным узлом (хабом) является международный аэропорт Циндао Лютин.

## История
Авиакомпания была образована в июне 2013 года и начала операционную деятельность 26 апреля 2014 года с открытия регулярного маршрута из Циндао в Чэнду.
10 августа 2015 года руководство перевозчика сообщило о планах сменить официальное название компании на Newloong Air.

## Маршрутная сеть
В августе 2015 года маршрутная сеть регулярных перевозок авиакомпании Qingdao Airlines охватывала следующие пункты назначения:
- Китай
  - Пекин — международный аэропорт Шоуду
  - Чанша — международный аэропорт Чанша Хуанхуа
  - Чэнду — международный аэропорт Чэнду Шуанлю
  - Харбин — международный аэропорт Харбин Тайпин
  - Циндао — международный аэропорт Циндао Лютин

## Флот
В ноябре 2015 года воздушный флот авиакомпании Qingdao Airlines составляли следующие самолёты:
| Тип самолёта    | В эксплуатации | Заказано | Примечания |
| Airbus A320-200 | 6              |          |            |
| Airbus A320neo  |                | 18       |            |
| Всего           | 6              | 18       |            |